# 秦皇岛电力博物馆
秦皇岛电力博物馆，位于河北省秦皇岛市海港区东港路60号院内西侧，秦皇岛电力光明职业技能培训学校内，是依托南山电厂旧址建立的电力行业博物馆。

## 历史
1912年，随着清政府筹建京奉铁路的需要，在山海关火车站内兴建了电灯厂（后称北宁铁路电灯厂），供站内办公室和宿舍照明用电，发电设备是1台直流220伏15千瓦发电机，秦皇岛地区由此开始用电，点亮了第一盏电灯。自中华民国初年至1940年代中期，秦皇岛地区的电厂、电站、营业所旧址或历史遗迹共十多处，主体建筑完整保存至今的仅一处，即东港路60号院内西侧原开滦矿务局秦皇岛发电厂。
1927年，英国人出资，请比利时沙勒罗瓦电气工程工作坊设计兴建秦皇岛发电站，用以满足秦皇岛港口电力机车运输以及耀华玻璃厂扩建用电的需要。工程分两期。1928年8月，第一期建成。1931年底，第二期建成。秦皇岛发电站位于南山北坡脚下，又称“南山电厂”，隶属开滦矿务局，建筑面积2110余平方米，其中厂房为砖混结构，地上两层，建筑面积1800余平方米，装有两台1000千瓦发电机，年发电量298.8万度，配备低温、低压锅炉2台。
1940年，日军占领南山电厂。日军从日本移来一台近于报废的1500瓦旧发电机，供电区域从秦皇岛、山海关两地扩展到昌黎县和北戴河海滨。1945年日本投降后，南山电厂由国民政府资源委员会接收。1948年11月25日，中国人民解放军攻占秦皇岛前夕，仍占领着南山电厂的国民党五十三军在逃跑时运来72箱炸药，企图破坏电厂及码头，并自海上向电厂发射30发炮弹。因中共地下党乔晓天以及一支由工人组成的护港队提前做了保卫和伪装电厂和码头的工作，炮击仅留下两个弹坑，电厂及码头均未受损。
南山电厂一直运行到1966年10月才停止运行。电厂设备被拆除后，分别运到河南省等地。此后数十年，原南山电厂大院被三个部门的库房占用。2000年后，该大院先后驻有三家汽车修理厂、两家小的机加工车间，另有100多位民工长期居住。因南山电厂厂房主楼具有巴洛克风格，2000年后，多个摄制组曾将此处作为外景拍摄。2010年前后，这座厂房主楼的玻璃已损坏多块，屋内栖息有鸽子，房顶失修。2013年，南山电厂主体建筑作为“秦皇岛港口近代建筑群”的组成部分被定为第七批全国重点文物保护单位。2014年秋，冀北电力公司秦皇岛分公司、秦皇岛市文物局联合启动“百年秦电”历史传承文化项目，抢救性修缮厂房主楼楼体，对所在院落统一规划，建设“秦皇岛电力博物馆”。2015年春，冀北电力公司秦皇岛分公司找到一家有文物设计资质的单位进行了结构计算。2015年6月初，该项目开工建设。冀北电力公司秦皇岛分公司花数月从中国各地找到千余件代表电力历史发展的物品，包括中华民国时期的电力欠费催缴单，抗日战争时期日本大阪1944年生产的单相变压器、侵华日军的中国资源分布图，改革开放时期的各种电表等等。2016年1月10日，秦皇岛电力博物馆开馆。这是中国第一家依托发电厂房建立的电力主题博物馆，也是河北省第一家电力博物馆。

## 建筑
南山电厂建成时，由主厂房、高压配电装置、燃料贮存、北排水设施、辅助生产和附属设施、管理和生活等区组成。其中，主厂房由汽轮机房、煤仓间、储氧气间、锅炉房、引风机室组成。厂房东侧为高大的山墙，墙面穿插的曲面和椭圆形空间带有巴洛克建筑风格。
南山电厂厂房院落一侧，曾有一条运送煤炭的小铁路。1901年，此处建成秦皇岛最早的港口机车维修厂房，该铁路铺设于此。兴建南山电厂时，机修厂房拆除，但该铁路被保留以运输设备和燃料。抗日战争爆发后，为防铁路遭破坏，电厂工人将其掩埋在废墟中。2015年，南山电厂修缮工程的施工人员在恢复小铁路的过程中，还恢复出一个小站台。随后为展览需要，秦皇岛电力博物馆从位于唐山迁安的唐山钢厂下属的一个矿山附近买来一个火车头，火车头由唐山机车厂生产，是上游型工矿用小型蒸汽机车，该款机车共生产1700余辆，这是第1033号。
2015年在场馆修缮过程中发现七盏灯，是1928年美国通用电气公司生产的原装灯伞。此后，其中一盏列为展品，其余6盏仍悬在展厅上方。
厂房地面原来铺有比利时进口的彩色地砖，一部分保存至今。蓝色琉璃瓦的墙裙也保留下来一部分。展厅上空架有一部1928年比利时生产的天车。

## 展览
秦皇岛电力博物馆全部占地面积36400平方米，建筑面积2110.46 平方米，展陈空间2151平方米。设有历史馆、科普馆及室外展。
室内展区自秦皇岛点亮第一盏电灯开始，从电厂建设、供电线路建设、机构变迁三方面介绍秦皇岛电力历史。一楼大厅以四区三县图为主题，展现电网动脉。《秦电百年》专题片展示了秦皇岛供电公司百年历史。博物馆依次展示了中国电力发展概况、京津唐电网发展概况、秦皇岛电力发展概况、全球能源互联网展区、社会责任展区、秦皇岛老照片展区、临时展区。秦皇岛电力博物馆馆藏实物、史料、图片1000多件，涵盖了清末、中华民国等时期的电力设备、地图、图书、票据等。还藏有数百张秦皇岛地区中华民国时期老照片，分为风光长城、城市记忆、中西交融、市井百姓四个系列。
博物馆外北侧是室外设备展区，展示了一座110千伏老变电站——南李庄变电站的全部室外设备；南侧展区展示了原铁路、站台及老火车头。